# Randall Azofeifa
Randall Azofeifa Corrales (San José, 1984. december 30. –) costa rica-i válogatott labdarúgó, jelenleg a CS Herediano játékosa.

## Pályafutása

### Klubcsapatokban
A Saprissa csapatában nevelkedett és itt lett profi játékos is. 2006-ban aláírt a belga KAA Gent csapatához, ahol 2011 januárjáig volt. 2011 és 2014 között Törökországban a Gençlerbirliği és a Kayseri Erciyesspor csapataiban szerepelt. 2014 szeptemberében visszatért hazájába és aláírt a CS Uruguay csapatához. 2015 januárjától a CS Herediano csapatának a játékosa.

### A válogatottban
Részt vett a 2001-es U17-es labdarúgó-világbajnokságon, ahol a negyeddöntőben estek ki. Részt vett a felnőtt válogatott tagjaként a 2006-os labdarúgó-világbajnokságon, a 2007-es, a 2017-es CONCACAF-aranykupán, valamint a 2016-os Copa Américán. Bekerült a 2018-as labdarúgó-világbajnokságra utazó keretbe.

## Sikerei, díjai
- Saprissa
  - CONCACAF-bajnokok ligája: 2005
- KAA Gent
  - Belga kupa: 2009–10
- CS Herediano
  - Costa Rica-i bajnok (Clausura): 2015, 2016, 2017